# مستقبل مناعي

تمثيل تخطيطي للمستقبل المناعي

المستقبل المناعي هو عبارة عن مستقبل يكون عادة على الغشاء الخلوي، حيث يتحد مع المواد (مثلا: سيتوكين) ويحدث استجابة للجهاز المناعي.

## أنواعه
يوجد عدة مستقبلات مناعية في جسم الإنسان، إلا أن المسقبلات الرئيسية هي: مستقبلات التعرف على الأنماط (PRRs)، مستقبل شبيه تول (TLRs)، مستقبلات منشطة وأخرى مثبطة للقتل (KARs وKIRs)، المستقبلات المتكاملة، مستقبلات Fc، مستقبلات خلايا B، مستقبلات خلايا T.
| المستقبل            | يرتبط مع                                             | وظيفته                                                                                  |
| ------------------- | ---------------------------------------------------- | --------------------------------------------------------------------------------------- |
| PRRs                | جزيئات ممرضة                                         | توسيط إنتاج السيتوكين --> التهاب --> تدمير المرض                                        |
| KARs , KIRs         |                                                      | تفيد خلايا NK في تحديد الخلايا المضيف الشاذة أو في منع القتل الغير مناسب لخلايا المضيف. |
| المستقبلات التكاملة | نظام المتتمات مثل المكروبات                          | تسمح للخلايا البلعمية وخلايا B في التعرف على الميكروبات والمركبات المناعية              |
| Fc                  | مركبات الأجسام المضادة للحاتمة                       | تحفيز البلعمة                                                                           |
| خلايا B             | الحواتم                                              |                                                                                         |
| خلايا T             | تتحد الحاتمة الداخلية مع معقد التوافق النسيجي الكبير | تنشيط خلايا T                                                                           |
| سيتوكين             | السيتوكين                                            | تنظيم وتنسيق الاستجابات المناعية                                                        |